# Güigüe
Güigüe es una ciudad venezolana capital del Municipio Carlos Arvelo del Estado Carabobo, en la Región Central de Venezuela. Posee una población estimada para el 2016 de 81 920 habitantes. Se encuentra ubicada al sur del Lago de Valencia.

## Etimología
De acuerdo al polígrafo venezolano Dr. Lisandro Alvarado, la etimología de la voz  Güigüe proviene de la toponimia indígena Caribe «UIUE», que significa hacha, piedra de centella o del rayo, origen atribuible a nuestro ancestro aborigen y propio de los contornos del Lago de Tacarigua o Valencia. Referencias que abren paréntesis para posteriores búsquedas.

## Historia
Aunque no hay documentos que precisen la fundación de la ciudad, se tomó el 3 de mayo de 1724 por ser la fecha que tenía el único documento encontrado por el obispo Mariano Martí que sobrevivió a la desaparición total de registros anteriores de la ciudad, y está escrito en la primera página con caligrafía la  frase «3 de mayo de 1724 en el valle de Nuestra Señora del Rosario de Güigüe».
Por otro lado, Don Torcuato Manzo Núñez, quien en su libro «Historia del estado Carabobo», cita que Güigüe fue fundado en 1747. Cercano al poblado se encontraba el Centro de Recepción El Trompillo  sitio al que eran conducidos los emigrantes que desembarcaban en Puerto Cabello y La Guaira. 
Construido por el gobierno nacional en 1947 en los espacios de una antigua hacienda, El Trompillo estaba acondicionado para albergar hasta 2500 personas. La tarea primordial de este  centro consistía en brindar alojamiento, alimentación y asistencia médica a los inmigrantes, dotarlos de la documentación indispensable y ubicarlos en sitios de trabajo, preferentemente en el interior del país.

## Actividad Económica
En el ámbito económico local, la actividad comercial se concentra principalmente en el centro de la población, donde predominan los supermercados, abastos, comercios de mercancía seca y panaderías. Los comerciantes nacionales, por su parte, suelen ubicarse en la periferia del pueblo.
No existe una actividad industrial significativa, con excepción de dos alfarerías. La economía también se sustenta en la agricultura y en la cría de ganado vacuno, porcino y avícola en granjas distribuidas por la zona.

## Demografía
| 2020   | 2005   | 2000   | 1999   | 1998   | 1997   | 1996   | 1995   | 1994   | 1993   | 1992   | 1991   | 1990   |
| ------ | ------ | ------ | ------ | ------ | ------ | ------ | ------ | ------ | ------ | ------ | ------ | ------ |
| 75 023 | 62 464 | 57 043 | 55 921 | 54 781 | 53 631 | 52 471 | 51 302 | 50 124 | 48 940 | 47 747 | 46 546 | 45 339 |

## Hidrografía
Como principal factor hidrográfico está el Lago de Valencia con el cual limita, y por lo tanto sus ríos pertenecen a la cuenca de dicho lago, siendo sus cauces cortos e irregulares; cuenta además con muchas quebradas. Los principales ríos son: Güigüe, Noguera y La Cruz y las principales quebradas son: Aguadita, Altamira y Buena Vista.

## Atracciones
- Abadía benedictina de San José, Güigüe: este monasterio es famoso por su arquitectura, así como por los cantos gregorianos y los productos agrícolas que ofrece.
- Plaza Arvelo y Capilla del Salvador del Mundo: La Plaza Arvelo tiene el busto en bronce de Carlos Arvelo, inaugurada en octubre de 1962, con motivo del centenario de su muerte, en el templo ubicado frente a esta, contiene la imagen adolescente de Jesús, Salvador del Mundo, su fiesta se celebra el 1 de enero de cada año.[7]
- Iglesia de Nuestra Señora del Rosario: desde el 20 de noviembre de 1934 hasta el 17 de marzo de 1943, el padre Miguel Palao Rico, párroco en esa época del templo, desarrolló grandes esfuerzos en pro de la Iglesia que gracias a él, logró tener algunas imágenes principales como lo es el Crucifijo central, la Virgen del Carmen, Nuestra Señora de Lourdes, entre otras. En el ángulo sur oeste de la Iglesia, se encuentra la reliquia histórica barroca del reloj, uno de los símbolos  de la ciudad.[8]
- Casa de la Cultura: donde se encuentran las imágenes artísticas de pintores y pintores locales de la región central de Venezuela[7].Pero últimamente se descubrió que la «Casa de la Cultura» está abandonada ya que no se está financiando ni recibiendo ayuda del municipio de Carlos Arvelo a pesar de que se organizó una reunión entre Leonardo Crociata, presidente de la institución cultural y Raúl Bracamonte, alcalde de Carlos Arvelo. Según relató, en las conversaciones se acordó otorgar el debido estímulo a las artes y cultura, pero pese a los acuerdos consignados la Casa de la Cultura de Güigüe sigue en sequía presupuestaria.[9]

## Personajes conocidos
- Dr. Carlos Arvelo, médico y prócer del Ejército Libertador, nacido el 1 de junio de 1784 y fallecido en Caracas el 17 de octubre de 1862.
- Presbítero y Dr. José Cecilio Ávila, nació en el fundo cercano de Pedernales el 22 de noviembre de 1786 y murió en Caracas el 25 de octubre de 1833.